# 액트로
액트로(Actro)는 대한민국의 스마트폰 카메라 Actuator 기업이다. 본사는 경기도 용인시 기흥구 영덕동 1005 흥덕 IT밸리 타워동 3502~3504호에 위치해 있다. 대표이사는 하동길이다.

## 고객사
액트로의 폴디드 액추에이터 주요 고객사는 오포와 비보, 구글 등으로액추에이터를 삼성전기에 공급하면 삼성전기가 폴디드줌을 만들어 오포와 구글 등에 납품한다.	
외국인지분율은 0.34%, 배당수익률은 1.7%이다.
엑츄에이터 관련 핵심기술을 보유하고 있다

## 역사
2012년에 설립되었으며 2014년 손떨림 보정용 OIS액츄에이터를 개발하였다

## 주요 제품
- AF Actuator
- OIS Actuator
- Actuator
- 장비[9] 2020년부터 신규제품인 폴디드줌 액추에이터를 출시하고 있다[10]

## 참고 문헌
1. ↑  장민준, 키움증권 기업 업데이트-액트로, 2020.06.03
2. ↑  김경택, SK證 "액트로, 올해 수익성 반등 원년", 뉴시스,  2024.07.03
3. ↑  이새롬, 한국IR협의회 기술분석보고서-액트로, 2024.01.02[깨진 링크(과거 내용 찾기)]
4. ↑  이기종, 액트로, '삼성전기 폴디드줌' 타고 실적 개선 기대 - 전자부품 전문 미디어 디일렉, 2024.02.20
5. ↑  허선재 SK Company Analysis-액트로, 2023-04-11
6. ↑  박종선, 유진투자증권-액트로, 2021.02.24
7. ↑  조민지, 한국IR협의회 기술분석보고서-액트로, 2022.04.28.[깨진 링크(과거 내용 찾기)]
8. ↑  안주원, 유안타증권 Company Report-액트로, 2022.01.11
9. ↑  윤주호, 메리츠증권 액트로 탐방노트 2019.08.27
10. ↑  안주원, 하나금융투자 Equity Research-액트로, 2019년 12월 16일